# Carles Rexach
Carles Rexach i Cerdà (ur. 13 stycznia 1947 w Barcelonie) – hiszpański trener piłkarski i piłkarz, występował na pozycji napastnika. Obecnie pracuje jako skaut w hiszpańskim klubie FC Barcelona.

## Życiorys

### Kariera klubowa
W latach 1965–1981 był zawodnikiem hiszpańskiego klubu FC Barcelona, skąd w 1965–1967 wypożyczony był do CD Condal.

### Kariera reprezentacyjna
W latach 1969–1978 był reprezentantem Hiszpanii. Wystąpił na mistrzostwach świata 1978. Wystąpił w 15 spotkaniach, strzelając dwa gole.

### Kariera trenerska
Był trenerem hiszpańskiego klubu piłkarskiego FC Barcelona w latach: 1991, 1996 i 2001–2002.

## Sukcesy

### Klubowe
FC Barcelona
- Zwycięzca Primera División: 1973/1974
- Zwycięzca Pucharu Króla: 1967/1968, 1970/1971, 1977/1978, 1980/1981
- Zwycięzca Pucharu Zdobywców Pucharów: 1978/1979
- Zwycięzca Pucharu Miast Targowych: 1965/1966, 1971

### Indywidualne
- Zdobywca Trofeo Pichichi: 1970/1971

### Trenerskie
FC Barcelona
- Zwycięzca Primera División: 1990/1991